# Oriechowo-Zujewo (stacja kolejowa)
Oriechowo-Zujewo (ros. Орехово-Зуево) – węzłowa stacja kolejowa w miejscowości Oriechowo-Zujewo, w rejonie oriechowsko-zujewskim, w obwodzie moskiewskim, w Rosji. Węzeł nowego szlaku Kolei Transsyberyjskiej z Wielkim Pierścieniem Kolei Moskiewskiej.
Należy do jednych z największych stacji rozrządowych w Rosji oraz jest jedną z 32 stacji Kolei Rosyjskich o największym wpływie na przepustowość sieci. Razem ze stacjami Biekasowo-Sortirowocznoje i Rybnoje należy do najważniejszych stacji rozrządowych w okolicy Moskwy. Stacja Oriechowo-Zujewo jest w stanie obsłużyć 12 000 wagonów dziennie. Przy stacji mieści się lokomotywownia.

## Ruch pasażerski
Oprócz peronów stacji, w jej obrębie znajdują się 5 przystanków kolejowych:
- na Kolei Transsyberyjskiej:
  - Krutoje
- na Wielkim Pierścieniu Kolei Moskiewskiej:
  - Siewiernyj
  - Diepo (przy lokomotywowni)
  - Centralnyj (nieczynny)
  - 122 km

## Historia
Stacja został otwarta 17 czerwca?/29 czerwca 1861 na linii Moskwa – Niżny Nowogród, pomiędzy stacjami Driezna i Usad. Wzrost liczby pasażerów i towarów spowodował konieczność budowy nowego dworca, który oddano do użytku w 1886, kolejny natomiast w 1914. Stacja posiadała remizę strażacką i parowozownię.
W 1949 postanowiono o budowie dwóch dużych stacji rozrządowych na Wielkim Pierścieniu Kolei Moskiewskiej - w Oriechowie-Zujewie i Biekasowie, której realizację rozpoczęto w latach 50. XX w. W latach 60 XX w stacja Oriechowo-Zujewo została w pełni automatyzowana. 1 sierpnia 1970 budowa została zakończona. W 1970 otwarto nową lokomotywownię. W 1972 powstało centrum sterowania komputerowego stacji.

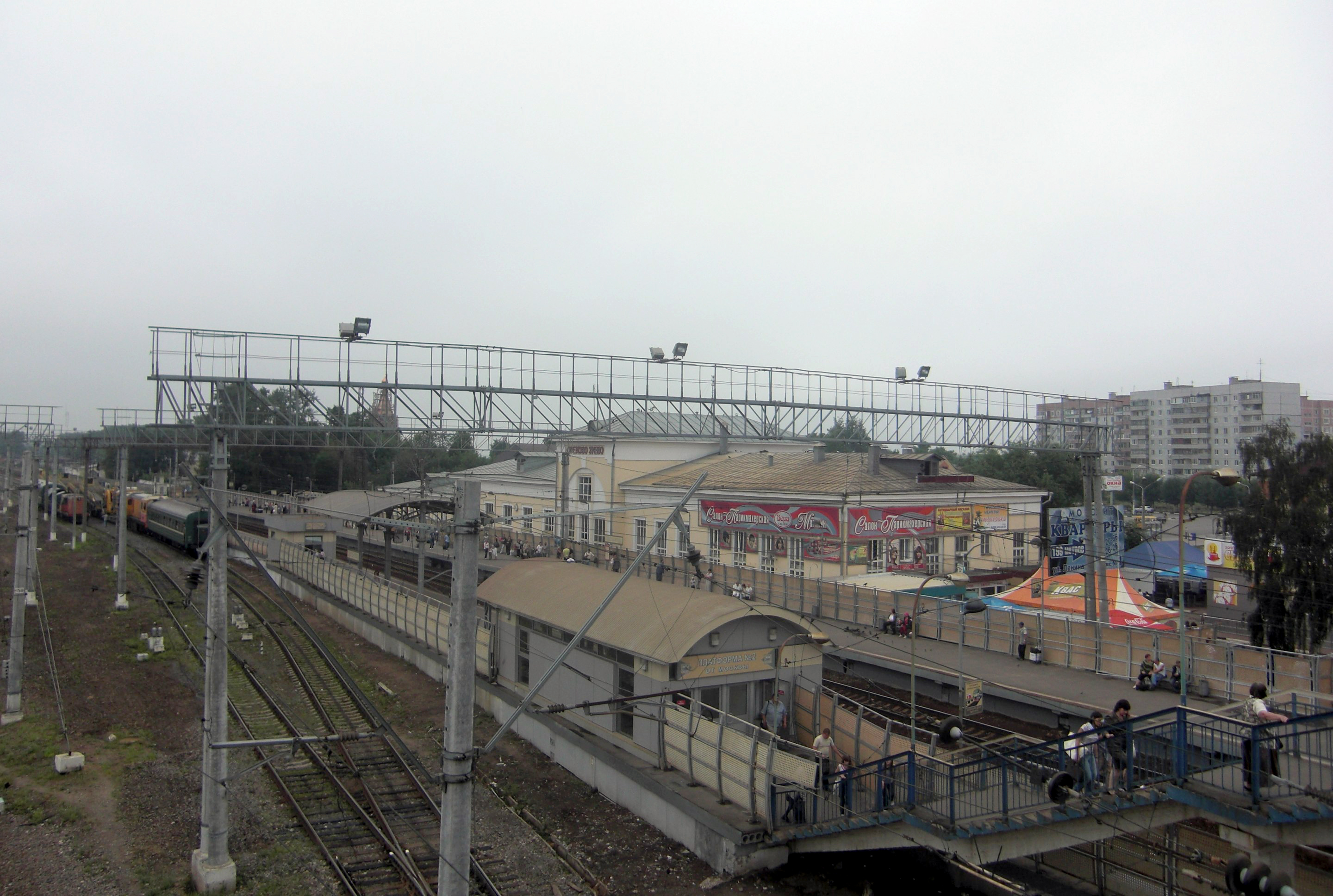
perony Kolei Transsyberyjskiej; widok w stronę Moskwy
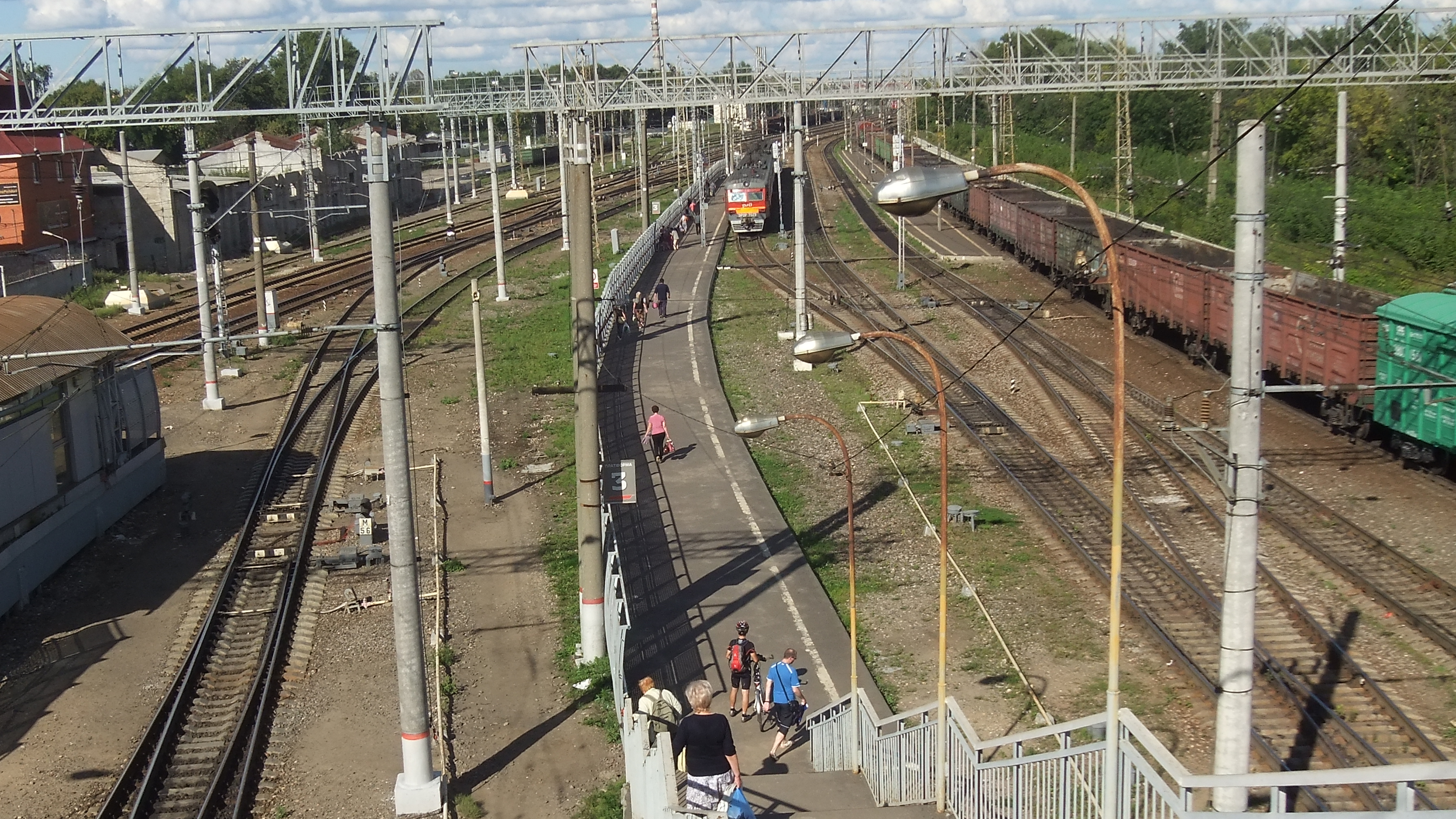
perony Wielkiego Pierścienia Kolei Moskiewskiej; widok w stronę Bielkowa
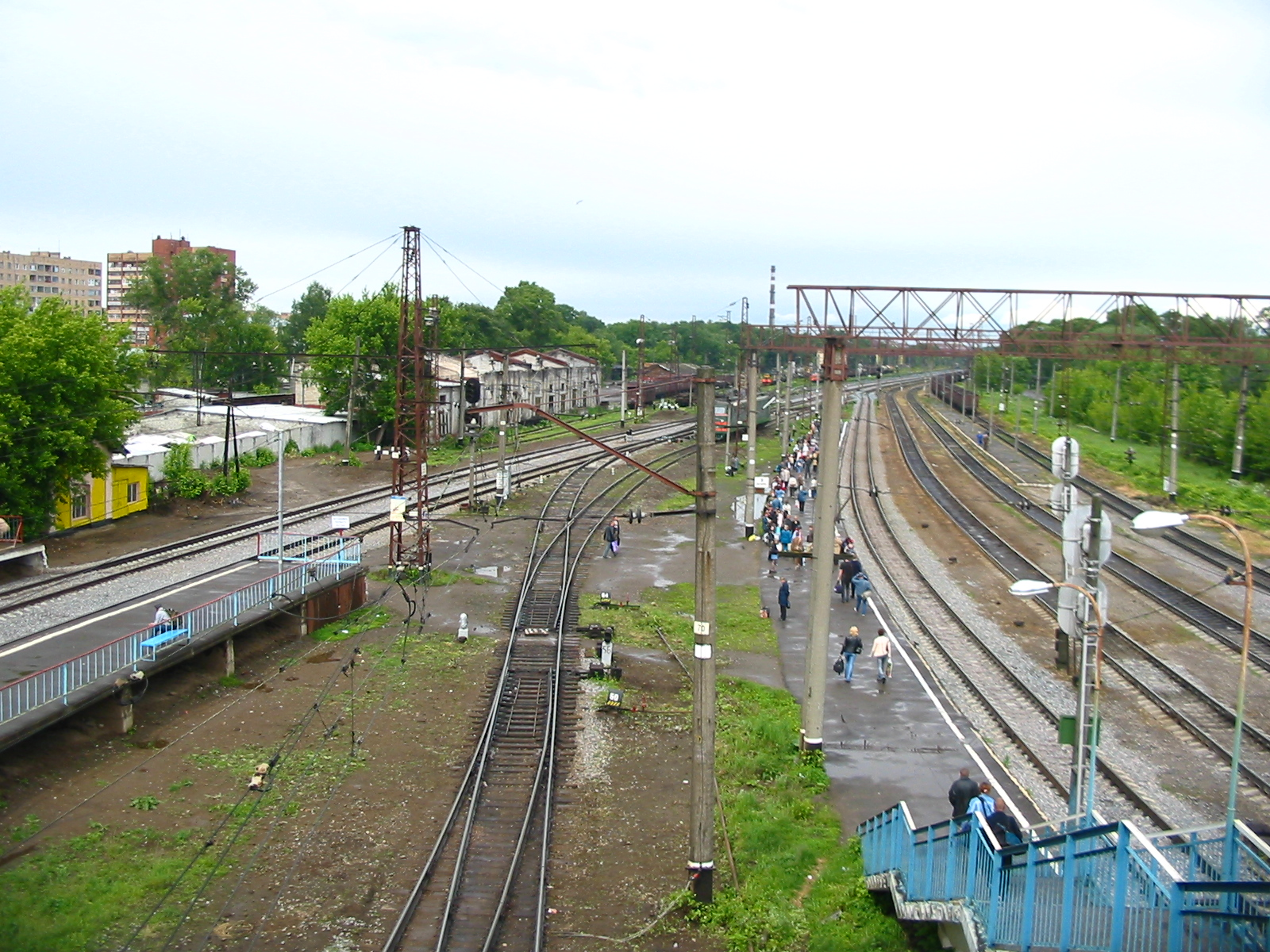
widok w stronę Władywostoku
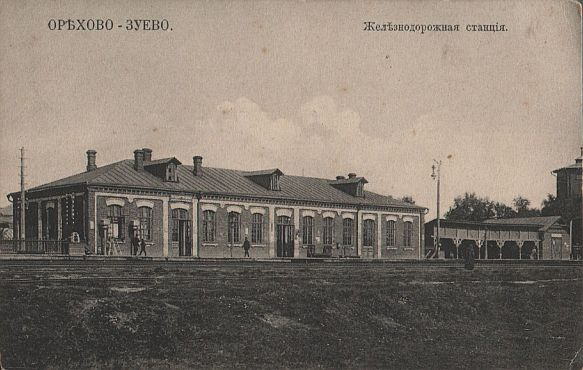
stacja w pierwszej dekadzie XX w